# Karl-Tauchnitz-Straße
Die Karl-Tauchnitz-Straße ist eine Straße im Musikviertel in der Südwestvorstadt von Leipzig. Sie wurde nach dem Leipziger Verleger und Theologen Carl Christian Philipp Tauchnitz (1798–1884) benannt und gilt als eine „wichtige Verbindungsstraße“.

## Lage
Die Karl-Tauchnitz-Straße liegt in den beiden Leipziger Ortsteilen Zentrum-Süd (ungerade Hausnummern) und Zentrum-West (gerade Nummern). Sie ist 1.596 Meter lang und verläuft bogenförmig von Nord nach Süd um das Musikviertel. Die Straße beginnt an der früheren Karl-Tauchnitz-Brücke über den Pleißemühlgraben an der Südwestecke des Innenstadtrings und führt zunächst nach Westen. Sie kreuzt die Friedrich-Ebert-/Wilhelm-Seyfferth-Straße, dann münden südlich Grassistraße und Ferdinand-Rhode-Straße ein. Am Kreisverkehr zur Edvard-Grieg-Allee, Beethovenstraße und Anton-Bruckner-Allee biegt die Karl-Tauchnitz-Straße nach Süden ab, danach münden östlich Mozartstraße, Haydnstraße und schließlich die Telemannstraße gegenüber dem westlich abgehenden Rennbahnweg ein, bis die Straße an der Kreuzung zur Wundtstraße endet und gegenüber als Mahlmannstraße weitergeführt wird. Im nördlichen Teil grenzt die Karl-Tauchnitz-Straße an den Johannapark. Im mittleren Abschnitt an den Clara-Zetkin-Park, vormals König-Albert-Park. Am südlichen Abschnitt der Karl-Tauchnitz-Straße liegt die Galopprennbahn Scheibenholz. Damit hat die Straße eine herausragende Lage, da sie fast in ihrer ganzen Länge an Parklandschaften angrenzt.

## Geschichte

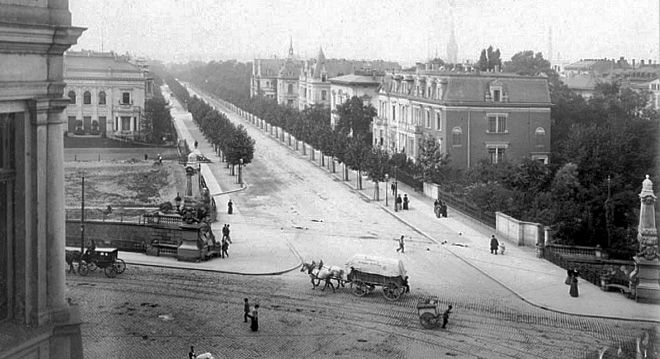
Verkehr an der Karl-Tauchnitz-Brücke, Kreuzung Harkortstraße (vor 1904)

Die Straße wurde 1877 im Zuge der Planung und Erschließung des Musikviertels als (Halb-)Ringstraße konzipiert und ab 1880 als mit „Straße 1“ bezeichnete Platanen-Allee angelegt. 1885 wurde ihr der Namen „Carl-Tauchnitz-Straße“ gegeben, seit 1901 heißt sie „Karl-Tauchnitz-Straße“. Die Einmündung zur heutigen Friedrich-Ebert-Straße (ehem. Weststraße) bestand ursprünglich nicht. An dieser Stelle war noch ein nahtloser Übergang ohne Straßenquerung zum Johannapark gegeben. Die Einmündung entstand erst infolge der Luftangriffe auf das Musikviertel und die Westvorstadt im Zweiten Weltkrieg, als hier die Häuser Nr. 12, 14 und 16 zerstört worden waren und man nachfolgend die Straße bis zum Westplatz von Trümmern und Ruinen beräumte und durchgehend für den Verkehr ausbaute. Damit verkürzte sich seit 1964 auch die Strecke der Straßenbahnlinie vom Innenstadtring bis zum Westplatz Richtung Plagwitz. Zuvor wurden 1962 die Platanen im nördlichen Teilstück bis zum Johannapark (Friedrich-Ebert-Straße) gefällt und die Fahrbahn für den Straßenbahn- und Autoverkehr auf Kosten der Bürgersteige und der Vorgärten verbreitert (vgl. Bilder oben).

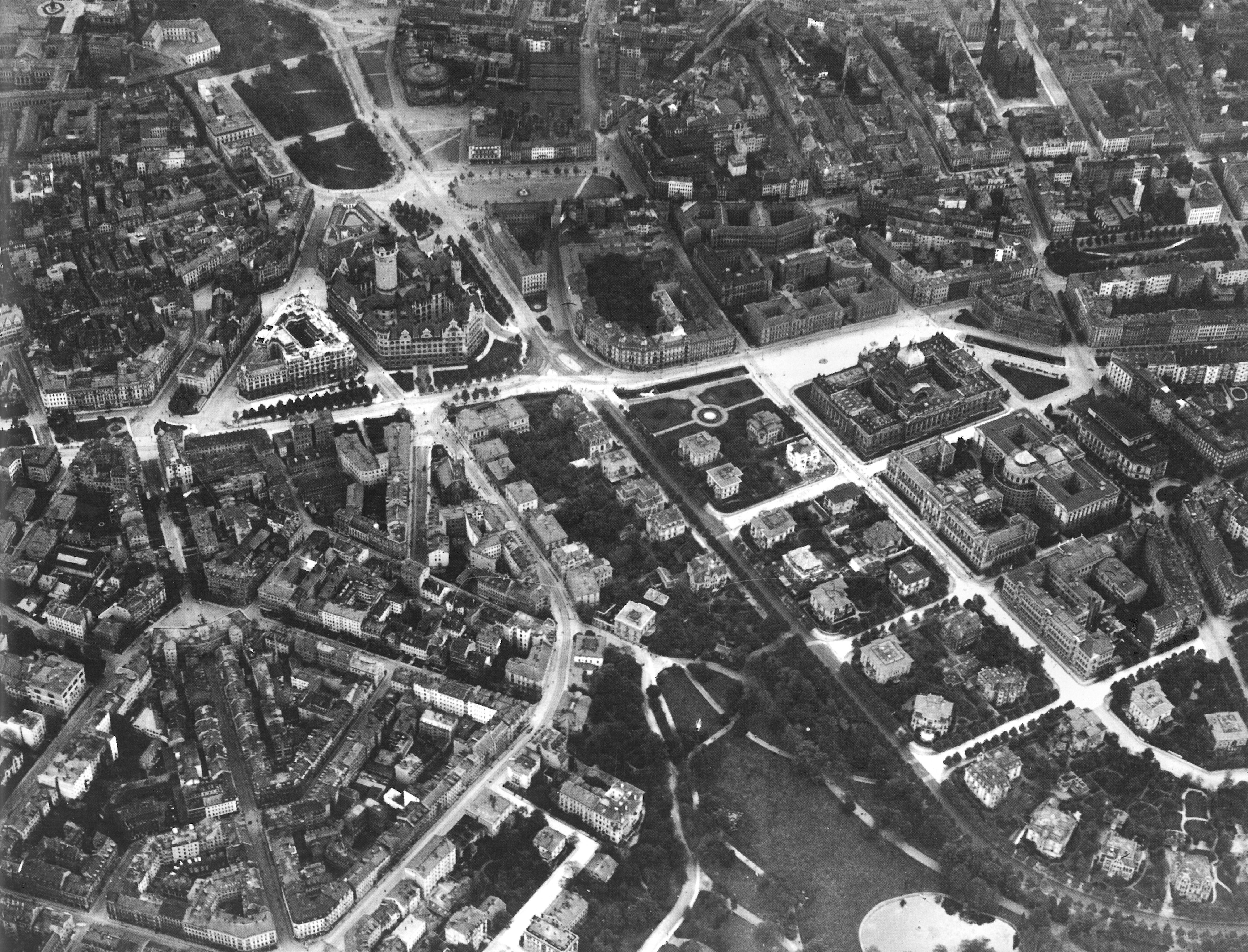
Das Musikviertel (Karl-Tauchnitz-Straße bis Einmündung Beethovenstraße) sowie ein Teil der Westvorstadt, insbesondere die Weststraße (heute Friedrich-Ebert-Straße) in ihrem früheren Verlauf (Luftbild von 1909)

Der südliche Abschnitt der Karl-Tauchnitz-Straße ab der Haydnstraße mit einer Vielzahl historistischer Villenbauten war durch die Bombardierung zwischen 1943 und 1945 fast komplett zerstört worden. 1947 diente der nördliche Abschnitt der Karl-Tauchnitz-Straße dem Abtransport des Trümmerschutts via Ferdinand-Rhode-Straße und Wundtstraße zum Fockeberg durch die Leipziger Trümmerbahn. Im Zuge dessen landeten die Ruinen der Straße wie auch die des Musikviertels auf diesem Trümmerberg. Insgesamt sind fast zwei Drittel (19 von 32 Villen) der ursprünglichen Bebauung der Straße durch Kriegsschäden und Sprengung der Ruinen in den Nachkriegsjahren verloren gegangen. Darunter etliche Bauwerke der für Leipzig bedeutenden Architekten Peter Dybwad, (1859–1921) Max Pommer (1847–1915) und Arwed Roßbach (1844–1902). Zu oben anführten Zahlen sind noch einige Villenbauten zu addieren, die zwar entlang der Karl-Tauchnitz-Straße standen, aber als Eckbauten die Hausnummern der Querstraßen (siehe Infobox) hatten.

## Bebauung und Rezeption in der Kunstgeschichte

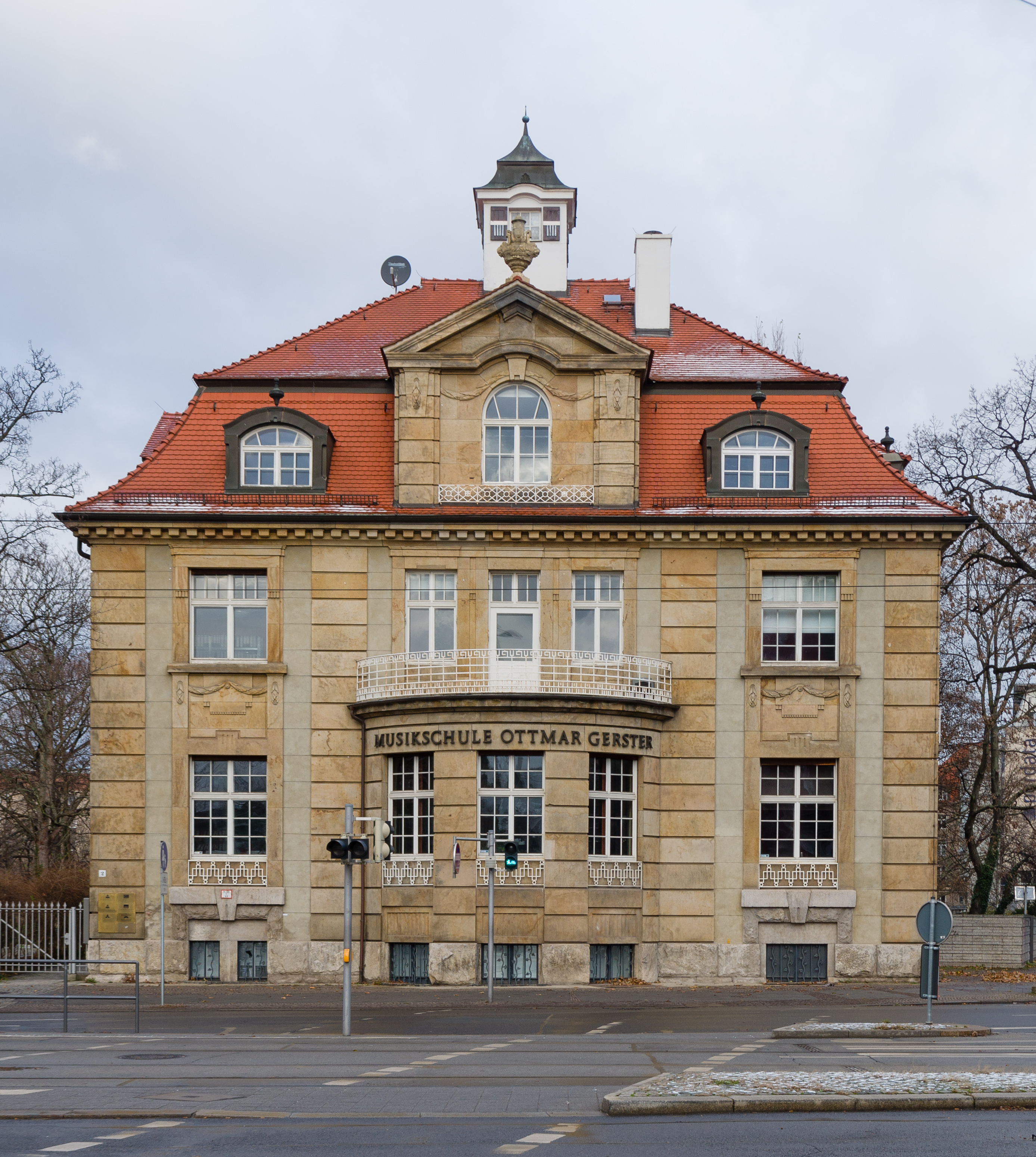
Karl-Tauchnitz-Straße 2, Villa Nauhardt (2013)

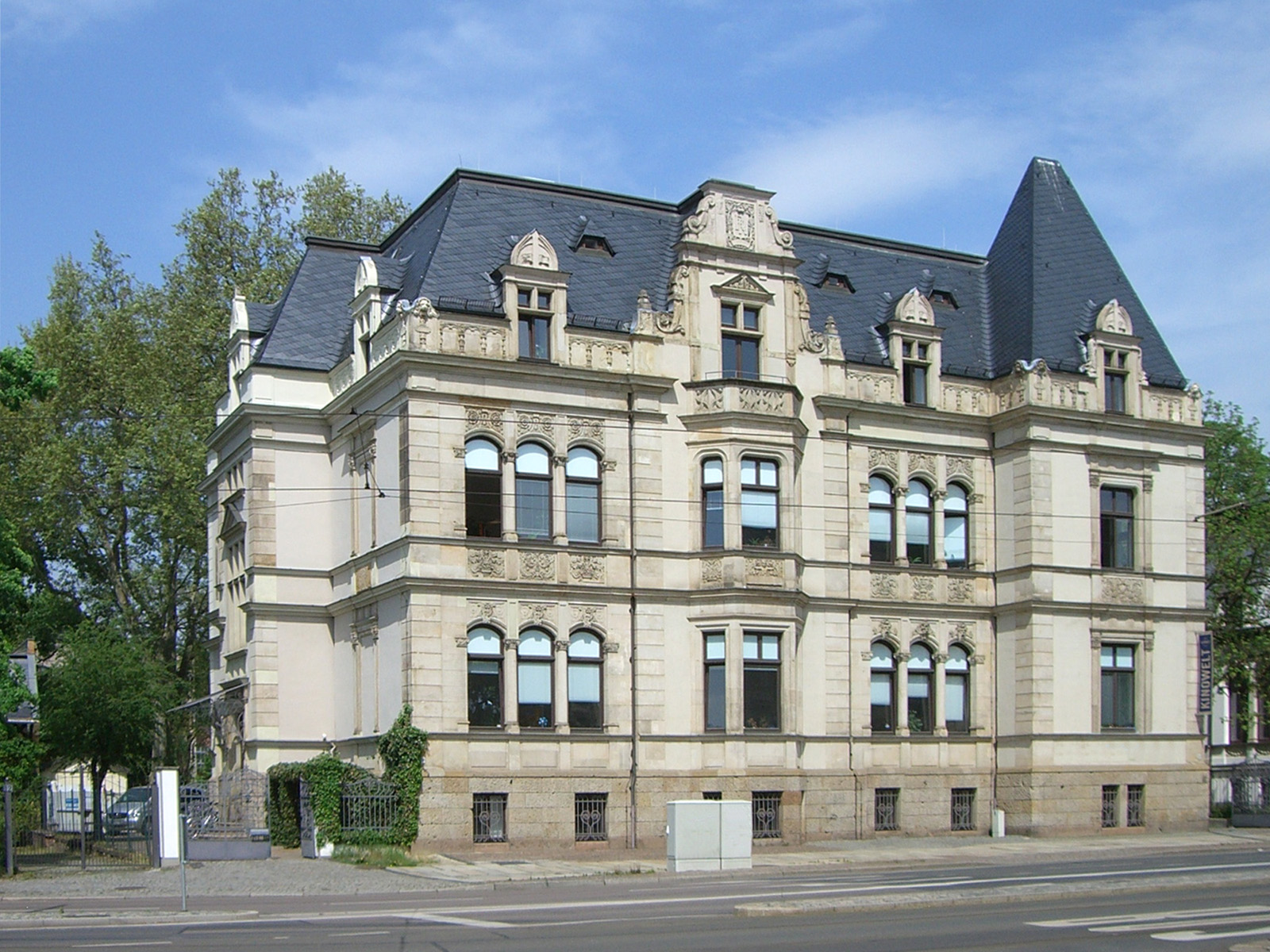
Karl-Tauchnitz-Straße 10, Villa Rentsch-Röder (2009)

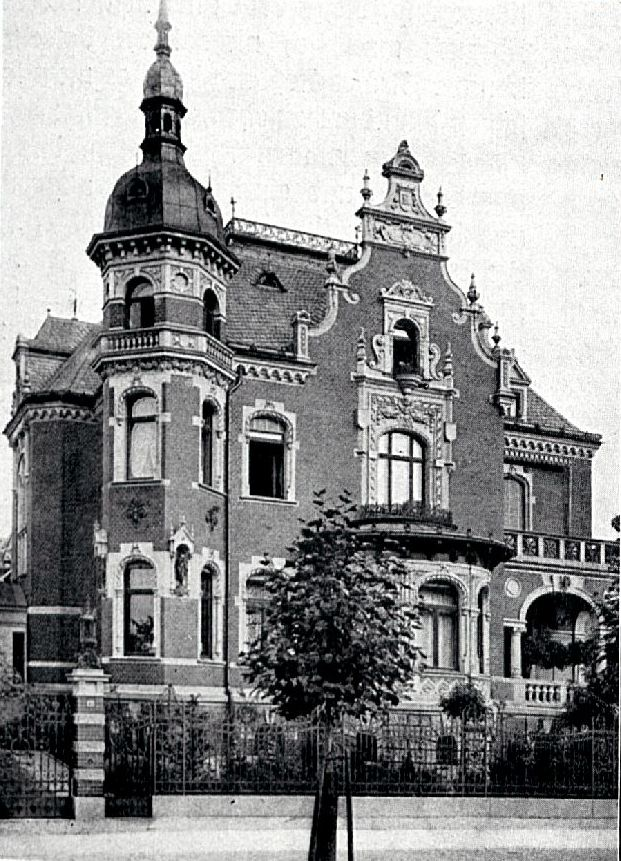
Karl-Tauchnitz-Straße 29, Villa Rehwoldt (nach 1905)

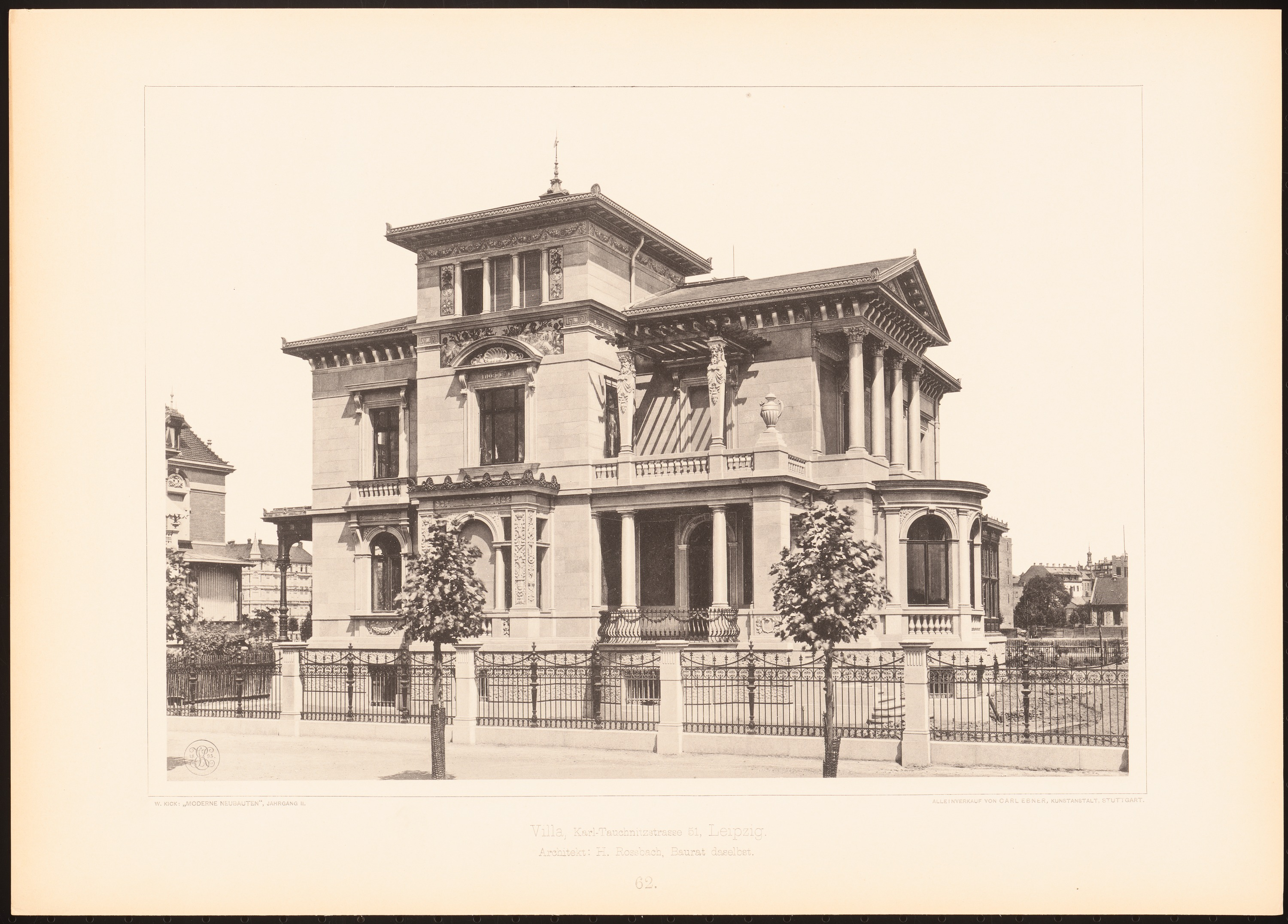
Karl-Tauchnitz-Straße 35, Villa Swiderski (1898)

Der Leipziger Kunstverleger Julius Zeitler bezeichnete im Leipziger Kalender von 1906 die Villen an der Karl-Tauchnitz-Straße als „Butterkistchen, Renaissanceattrappen und Tafelaufsatzvillen“. Allein die schlichte Villa Nauhardt bildete seiner Meinung nach eine Ausnahme im Ensemble der Prachtbauten. So verfügte die Straße in der Vorkriegszeit über eine große Anzahl von Villen:
- Karl-Tauchnitz-Straße 1: Villa Klinkhardt, von Max Pommer für den Verlagsbuchhändler Robert Julius Klinkhardt – heute Sächsische Akademie der Wissenschaften
- Karl-Tauchnitz-Straße 2: Villa Nauhardt, von Emanuel von Seidl für den Verlagsbuchhändler Otto Nauhardt – von 1984 bis 1999 Musikschule „Ottmar Gerster“
- Karl-Tauchnitz-Straße 3: Villa Schunk, von Max Pommer für H. Schunck
- Karl-Tauchnitz-Straße 4: Villa Göhring, vermutlich von Max Pommer für W. Göhring
- Karl-Tauchnitz-Straße 5: Villa Richter-Bruhm, von Peter Dybwad für P. Richter-Bruhm (Kriegsverlust)
- Karl-Tauchnitz-Straße 6: Villa Harck, von Max Pommer für Julius Harck, später bewohnt durch Fritz von Harck
- Karl-Tauchnitz-Straße 7: Villa Hugo Reißig, von Max Pommer für Hugo Reißig – heute Klinik für kosmetische und plastische Chirurgie
- Karl-Tauchnitz-Straße 8: Villa Hermann Reißig, von Max Pommer für Christian Gottfried Hermann Reißig – von 1957 bis 1993 Literaturinstitut „Johannes R. Becher“
- Karl-Tauchnitz-Straße 9 / Grassistraße 2: Villa Ullmann, von Max Bösenberg für den Kaufmann J. Ullmann (Kriegsverlust)
- Karl-Tauchnitz-Straße 10: Villa Rentsch-Röder, für Jenny Rentsch-Röder
- Karl-Tauchnitz-Straße 11: Villa Credner (Villa Herfurth) von Carl Weichardt und Bruno Eelbo für Hermann Credner – später bewohnt durch Edgar Herfurth, heute Galerie für Zeitgenössische Kunst
- Karl-Tauchnitz-Straße 12: Villa Schmidt-Reißig, von Max Pommer für M. Schmidt-Reißig (Kriegsverlust) – denkmalgeschützte Remise erhalten, heute genutzt als Büro- und Wohngebäude mit Hausnummer 10b
- Karl-Tauchnitz-Straße 13: Villa Oelßner, von Max Pommer für den Kaufmann Wilhelm Oelßner (Kriegsverlust)
- Karl-Tauchnitz-Straße 14: Villa Ariowitsch, für J. Lustig und Max Ariowitsch (Kriegsverlust)
- Karl-Tauchnitz-Straße 15: Villa Wölker, von Max Pommer für M. Wölker (Kriegsverlust)
- Karl-Tauchnitz-Straße 16: Villa Meyer, von Peter Dybwad für den Verlagsbuchhändler Arndt Meyer (Kriegsverlust)
- Karl-Tauchnitz-Straße 17: Villa Girbardt, von Max Pommer für den Kaufmann Hilmar Girbardt; später bewohnt durch Alfred Freyberg (Kriegsverlust)
- Karl-Tauchnitz-Straße 19: Villa Gruner, von Arwed Roßbach für den Kaufmann C. R. Gruner (Kriegsverlust)
- Karl-Tauchnitz-Straße 21: Villa Georg Giesecke, von Max Hasak für den Druckmaschinenfabrikanten Georg Giesecke – 1945–1956 Sitz des Volkskommissariats für Außenhandel der UdSSR in der SBZ bzw. DDR
- Karl-Tauchnitz-Straße 23: Haus Langbein, von Max Pommer für den Juristen O. Langbein (nach Adressbuch-Einträgen ein Vierfamilienhaus)
- Karl-Tauchnitz-Straße 25: Villa Lieberoth-Leden, von Curt Nebel für den Bankier M. Lieberoth-Leden – 1946 Hotelrestaurant der sowjetischen Militärkommandantur, 1959 umgebaut zur Psychotherapieklinik der Universität Leipzig
- Karl-Tauchnitz-Straße 27: Villa Nachod, von Max Pommer für den Bankier Friedrich Nachod (Kriegsverlust)
- Karl-Tauchnitz-Straße 29: Villa Rehwoldt, von Arwed Roßbach für den Unternehmer Friedrich Rehwoldt (Kriegsverlust)
- Karl-Tauchnitz-Straße 31 / Robert-Schumann-Straße 14: Villa Reiter, für R. Reiter (Kriegsverlust)
- Karl-Tauchnitz-Straße 33: Villa Cichorius, von Max Pommer für J. E. Cichorius; später bewohnt durch Alfred Kröner bzw. Wilhelm Klemm (Gedenktafel)
- Karl-Tauchnitz-Straße 35: Villa Swiderski / Villa Reclam, von Arwed Roßbach für den Unternehmer Philipp Swiderski, später bewohnt durch Rudolf Swiderski bzw. Hans Heinrich Reclam (Kriegsschäden, 1947 gesprengt)
- Karl-Tauchnitz-Straße 37: Villa Fritzsche, für Ernst Traugott Fritzsche (Kriegsverlust)
- Karl-Tauchnitz-Straße 39: Villa Kirchner, von Max Pommer für E. Kirchner (Kriegsverlust)
- Karl-Tauchnitz-Straße 41: von Max Pommer für Oelschlegel’sche Erben (Kriegsverlust)
- Karl-Tauchnitz-Straße 43: Villa Friedberg von Max Pommer für E. Friedberg (Kriegsverlust)
- Karl-Tauchnitz-Straße 47: Villa Schmidt, von Peter Dybwad für R. Schmidt (Kriegsverlust)

Ansichten und Grundrisse
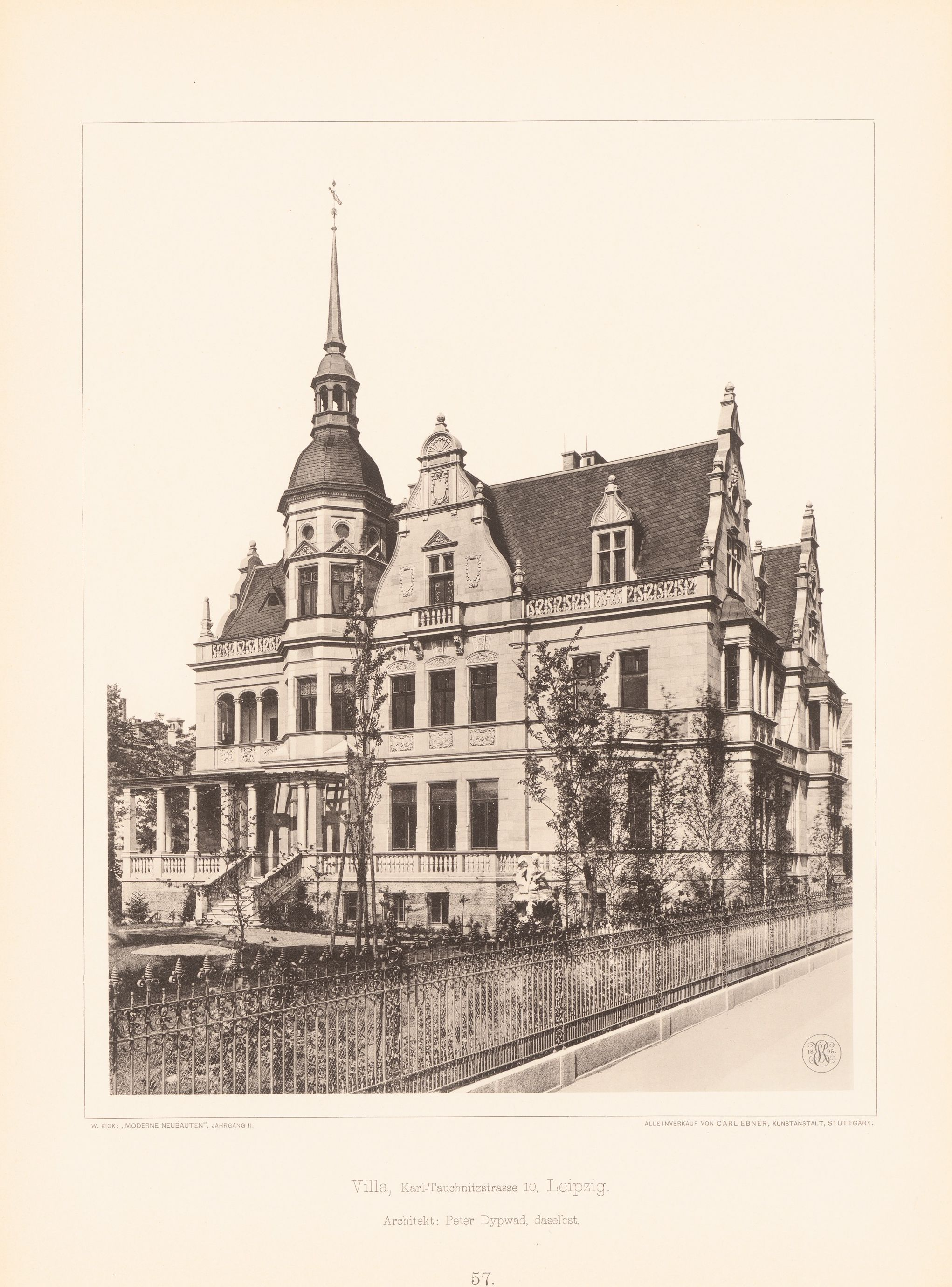
Karl-Tauchnitz-Straße 16 (Villa Arndt Meyer)
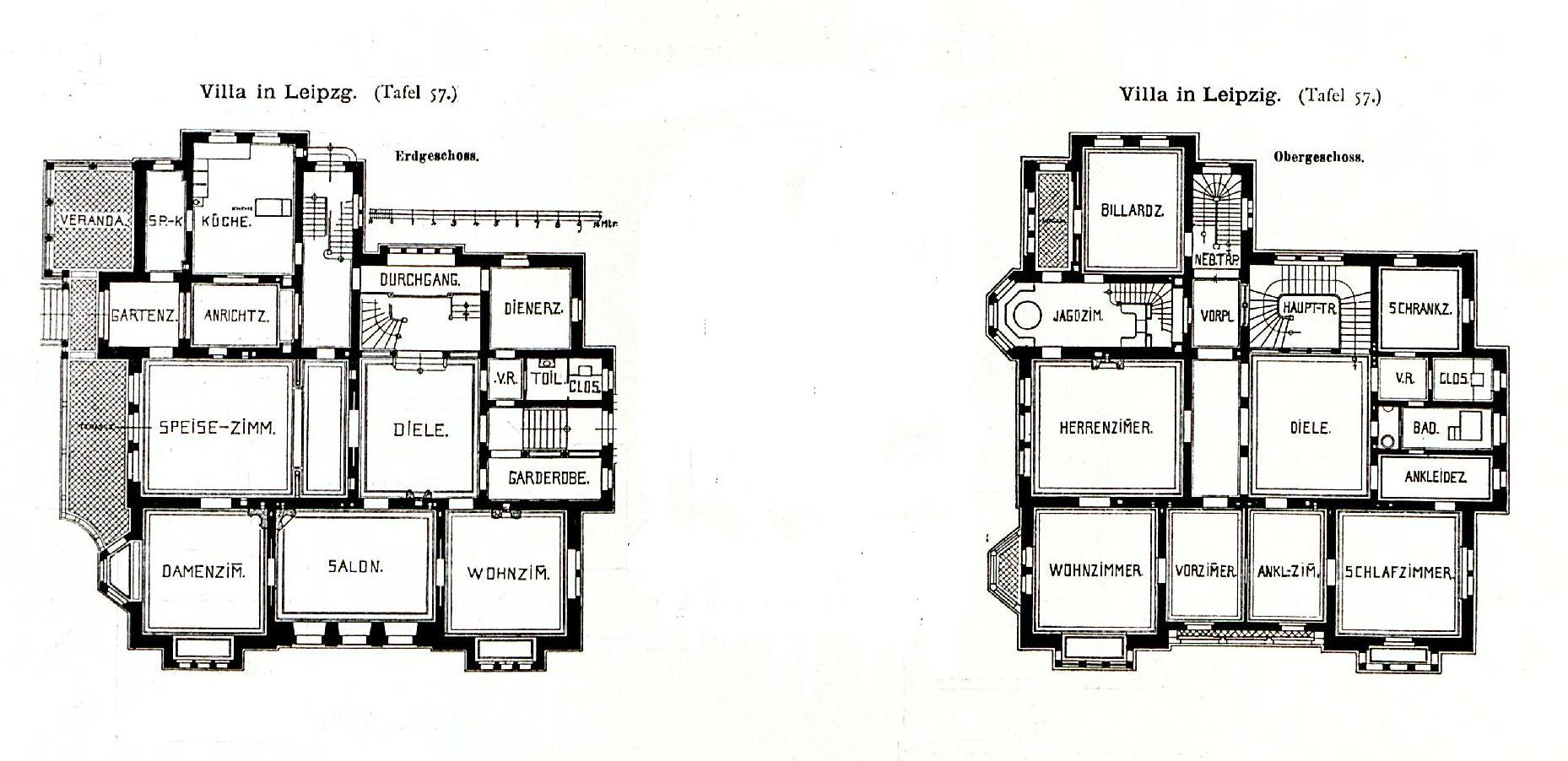
Karl-Tauchnitz-Straße 16, Grundrisse
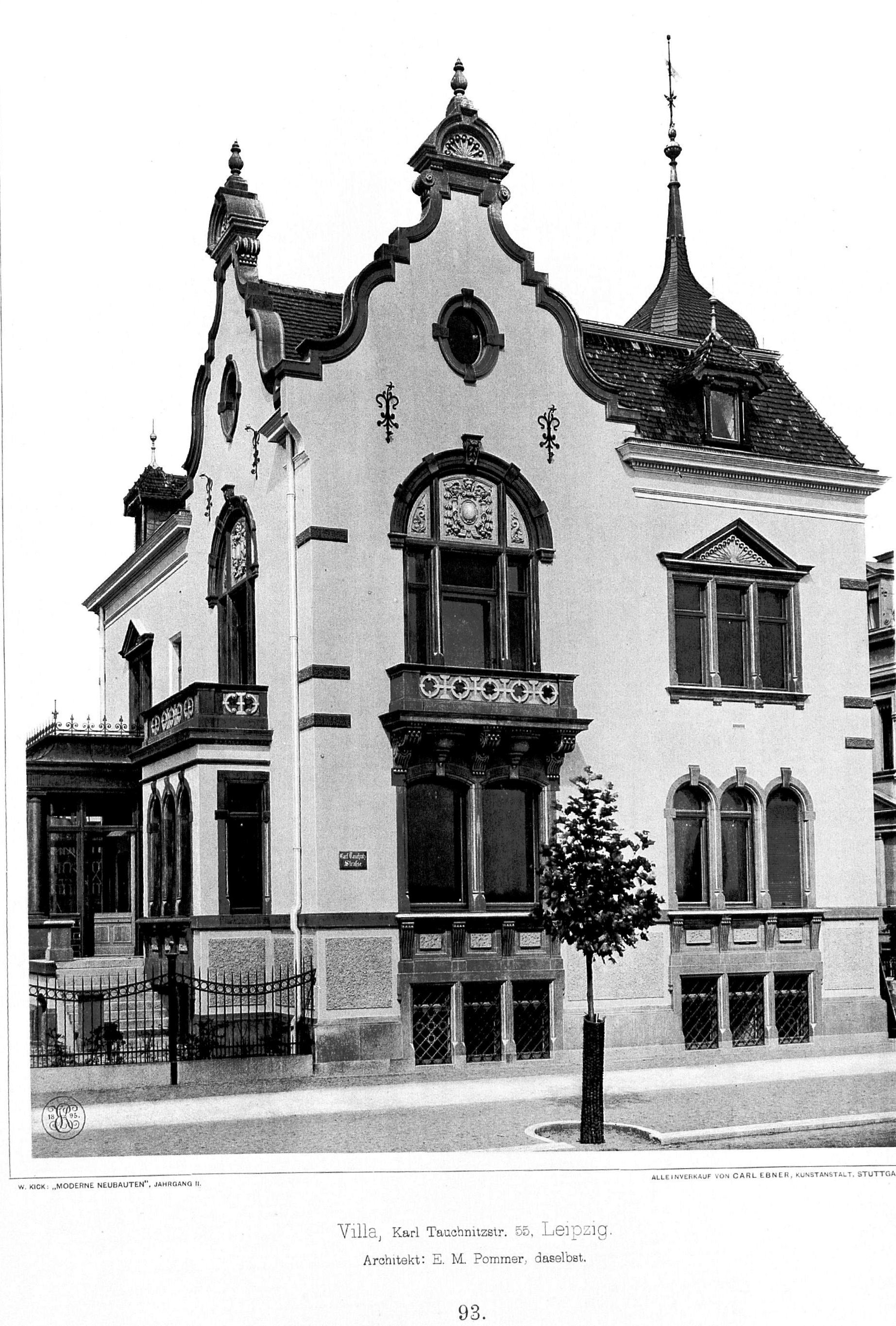
Karl-Tauchnitz-Straße 37 (Villa Fritzsche)
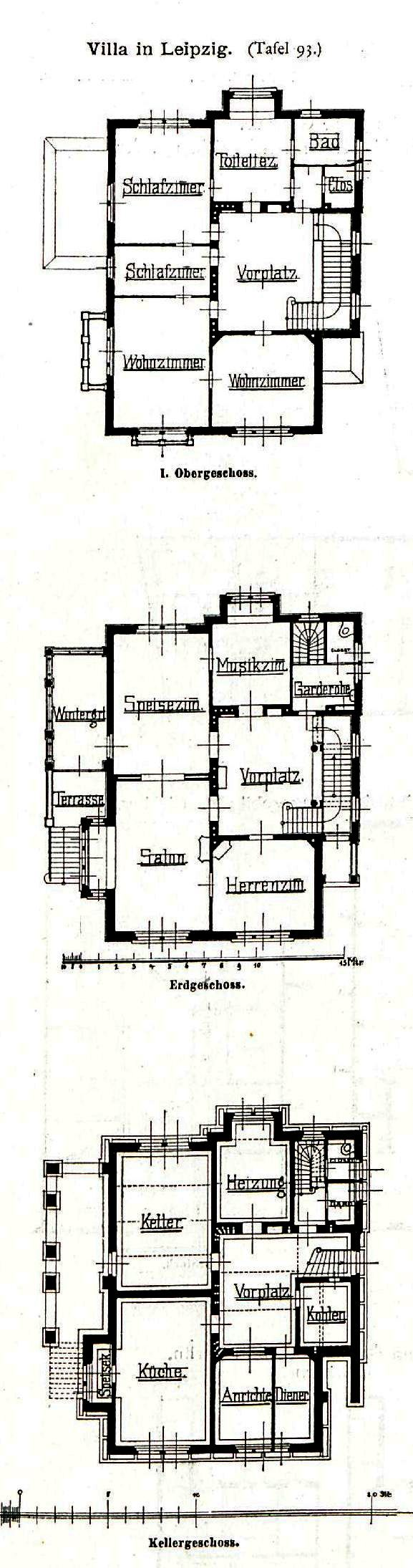
Karl-Tauchnitz-Straße 37, Grundrisse
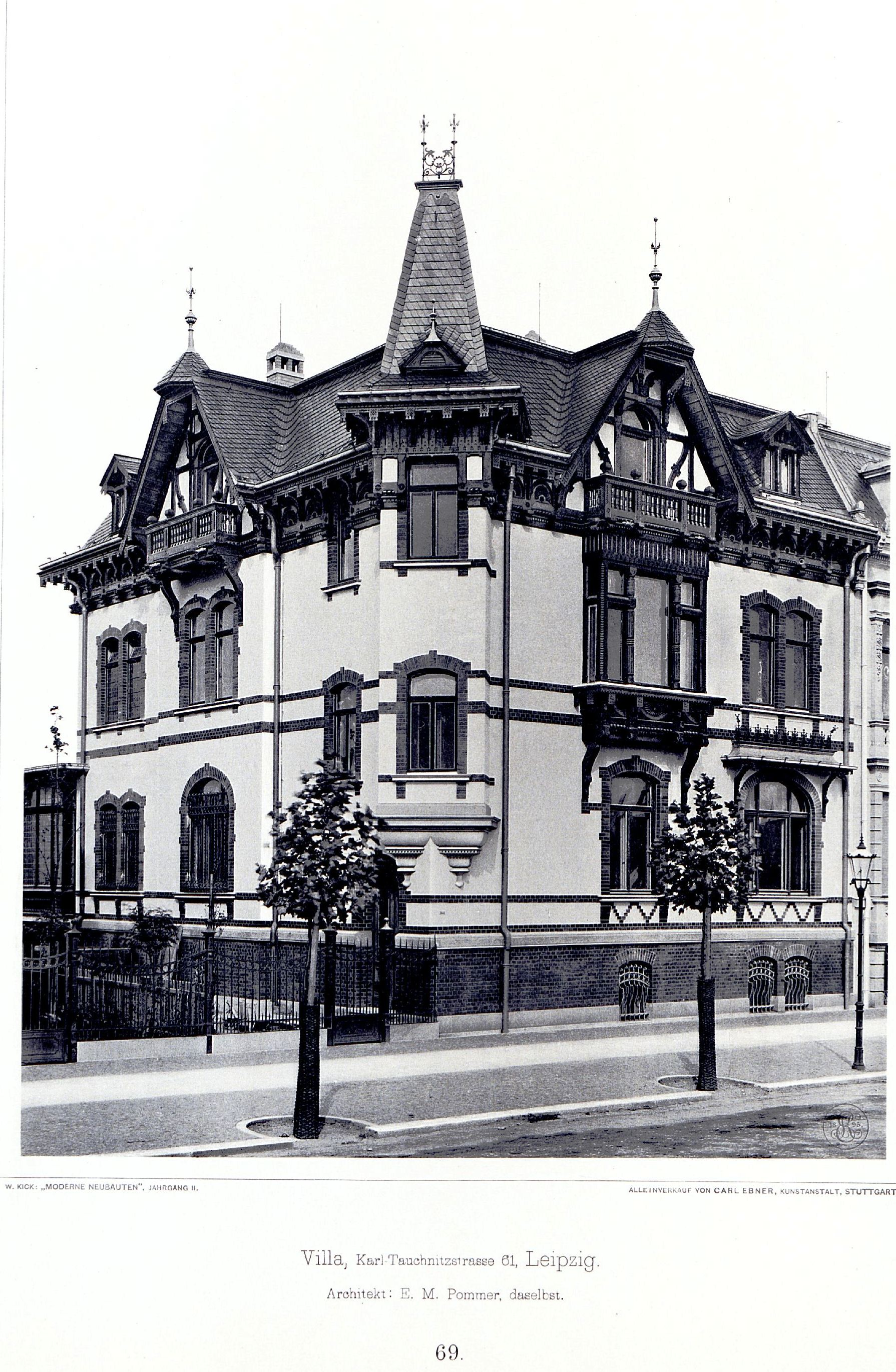
Karl-Tauchnitz-Straße 43 (Villa Friedberg)
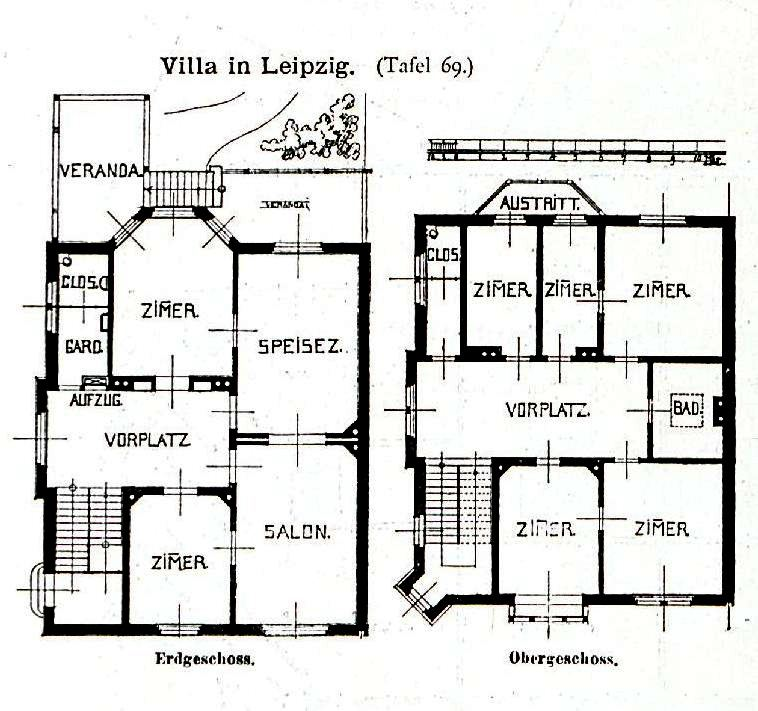
Karl-Tauchnitz-Straße 43, Grundrisse